# Galinds
Els galinds foren dos grups tribals d'una de les ètnies dels bàltics: els galinds occidentals i els galinds orientals, encara que generalment el terme es fa servir per referir-se als occidentals, els quals habitaren una regió al sud-oest de Prússia, en l'actual Polònia. L'altre grup, els orientals, habitaren en la rodalia del que actualment és Moscou i probablement van ser una part del primer grup (els occidentals) que hi va emigrar.

## Nom
L'arrel d'aquesta paraula galind- probablement derivi d'un hidrònim, el llac Gielądzkie (53° 52' N 21° 10' E) situat en la província d'Olsztyn, que fou el centre de la seva cultura, Galíndia. J. Nalepa va suggerir que l'arrel *gal- era, en el seu origen, una apofonia de la mateixa arrel que està en la paraula lituana gilus («profund») i en gelmė («profunditat»), probablement referint-se a la característica del llac abans esmentat, que és un dels més fondos de la seva regió.
Segons una altra hipòtesi etimològica, la paraula "Galinda" derivaria d'un terme emprat pels bàltics, *galas («final»), perquè van ser la tribu establerta en l'extrem més oriental, respecte dels altres grups bàltics.

## Els galinds occidentals
Els galinds occidentals (en prussià antic: *Galindis, en llatí: Galindae) originàriament una de les tribus bàltiques, acabaren sent identificats com un dels clans prussians. El seu territori, anomenat Galíndia, correspon aproximadament a l'actual província de Masúria i part del territoris més al sud. Galíndia esdevingué en la baixa edat mitjana el Ducat de Masòvia. Aquesta regió tenia com a veïns els sudovis, a l'est i els bartis al nord.
Claudi Ptolemeu fou el primer en esmentar els galinds (en grec Koine Greek: Γαλίνδοι, Galindoi) en el segle ii. Per les monedes que s'han trobat en els estudis arqueològics del seu territori, sembla que van tenir relacions comercials amb les províncies de l'Imperi Romà.Entre el segle VI o VII i el XVII el centre de Galíndia continuà existint com a clan prussià. El seu idioma, el prussià antic, s'extingí vers el segle xvii principalment a causa de la influència dels protestants alemanys que hi cercaren refugi des del segle xvi i perquè els que administraven la regió de Prússia eren de parla alemanya.

## Els galinds orientals
Els galinds orientals (en rus: голядь, Galindj, terme que podria derivar de l'antic eslau oriental *Golędĭ), foren una tribu dels bàltics que s'instal·là al segle iv al mig de la conca del riu Protvà, on ara estan les ciutats russes de Moscou, Mozhaysk, Vereya, i Borovsk. És possible que els galinds orientals haguessin habitat també en el territori de l'actual óblast de Kaluga, des d'on s'originà el que els arqueòlegs anomenen la cultura del Moskvà per les coincidències en els assentaments al llarg del riu Moskvà.
Des de Prússia emigraren cap a l'est, fins als confins de la part alta de l'Okà, on s'integraren amb altres habitants que colonitzaren posteriorment aquesta zona, els quals també eren d'ètnia eslava. Potser una de les raons de la migració fou l'expansió cap al nord-est dels bastarnes, que foragitaren els descendents de la cultura dels Zarubinets.
En les cròniques russes són esmentats per primera vegada el 1058. El príncep Yury Dolgorukiy encapçalà una campanya contra ells el 1147, l'any que per primera vegada s'esmenta la ciutat de Moscou en les cròniques russes. En les cròniques posteriors ja no són esmentats els galinds, però probablement els russos no els van assimilar completament fins al segle xv o XVI.
En estudis demogràfics del segle xix algunes persones es definien encara com a pertanyents a l'ètnia dels galinds.

## Idioma
Segons les dades més recents de lingüística comparativa, els dialectes del rus oriental en els trams superiors del Dnièper y l'Ugrà (territori d'expansió de la cultura del Moscvà) estan inclosos en el quart grup. Segons les conclusions dels lingüistes, “els dialectes d'aquest grup, degut a la natura força arcaica del seu sistema fonètic, no poden explicar-se com a resultat del desenvolupament secundari de cap dels sistemes fonètics coneguts, sinó que han de ser considerats com la branca més antiga i l'ètnia portadora d'aquest dialecte fou, segons sembla, el primer flux d'eslaus que van colonitzar el territori”.